# Ал Капоне (филм, 1959)
„Ал Капоне“ (на английски: Al Capone) е американски филм от 1959 година за живота на легендарния американски гангстер от италиански произход Алфонсо Капоне (Ал Капоне), с участието на Род Стайгър.

## Сюжет
Чикаго, 1919 година. Младият Ал Капоне (Род Стайгър) пристига от Ню Йорк за да работи за мафиотския бос Джони Торио (Неемия Пърсоф). Той се среща с най-доверения човек на Торио, „Биг Джим“ Колозимо (Джо Де Сантис), който ръководи бизнеса и манипулира политиците, тайно ограбвайки Джони.
Прохибицията или „сухия режим“ настъпват след година и Торио, заедно с останалите гангстери като Диън О′Баниън (Робърт Гист), Джордж „Бъгс“ Моран (Мървин Вай) и Ърл „Хайми“ Уайс (Люис Чарлз) започват да се конкурират в разпространението на незаконен алкохол и бира. Торио разбира, че Колозимо го мами и изпраща наемници да го убият.
Когато в Чикаго е избран нов кмет, Торио и Капоне местят бизнеса си в Сисеро, градче на няколко километра встрани. Ал убива О′Баниън и се влюбва в Морийн Фланъри (Фей Спейн), вдовица на един от хората на Колозимо.
Уайс и Моран си връщат „услугата“ и поръчват убийството на Торио. Капоне отмъщава, като убива Уайс и принуждава търговците в Чикаго да си плащат за „охрана“. Един сержант от полицията в Чикаго, Шефър (Джеймс Грегъри) е повишен в чин капитан и обещава да сложи край на кръвопролитията и рекета, като постави Капоне зад решетките.
Работещият за мафията журналист Кийли (Мартин Болсам) се опитва безуспешно да подкупи Шефър. Той обаче успява да убеди Ал Капоне да се премести във Флорида докато нещата се уталожат. Стоейки на безопасно разстояние, Капоне организира „Клането на Свети Валентин“, когато няколко от хората на Моран са брутално застреляни в гараж в Чикаго.
Капоне и Моран сключват примирие, но Ал разбира, че Кийли е предложил план на Моран за неговото отстраняване и го убива. Уморена от обкръжаващата я корупция и насилие, Морийн напуска Капоне. В това време Шефър и полицията намират начин да притиснат Ал. За неплатени данъци, той е изпратен за единадесет години в Алкатраз.

## В ролите
- Род Стайгър като Ал Капоне
- Неемия Пърсоф като Джони Торио
- Фей Спейн като Морийн Фланъри
- Джо Де Сантис като „Биг Джим“ Колозимо
- Мартин Болсам като Мак Кийли
- Джеймс Грегъри като Шефър
- Мървин Вай като Джордж „Бъгс“ Моран
- Клег Хойт като Лефти
- Робърт Гист като Диън О′Баниън